# 克朗波因特 (紐約州)
克朗波因特（英語：Crown Point）是一個位於美國紐約州艾塞克斯縣的鎮。

## 人口
根據2020年美國人口普查的數據，克朗波因特的面積為211.98平方千米，當中陸地面積為197.16平方千米，而水域面積為14.82平方千米。當地共有人口2042人，而人口密度為每平方千米10人。